# نساء الجزائر في شقتهن (رواية)
نساء الجزائر في شقتهن (بالفرنسية: Femmes d'Alger dans leur Appartement) هي رواية صدرت عام 1980 للكاتبة الجزائرية آسيا جبار. إنها مجموعة من القصص القصيرة التي تُسلّط الضوء على قوة وكرامة المرأة الجزائرية في الماضي والحاضر. تروي لنا قصص حياة ثلاث نساء جزائريات مسلمات. وتُعد الرواية من أكثر الأعمال تعبيرًا عن الثقافة الجزائرية حيث تسلط الرواية الضوء على نساء الجزائر، حاملاتِ راية الثقافة الجزائرية وحافظاتها من طغيان الزمن و تزخر الرواية بكثافة من المحمولات والإشارات الثقافية الجزائرية الأصيلة، مثل البوقالات والعبارات الشعبية التي لا يمكن فصلها عن سياقها الجزائري.
استمدّت جبار إلهامها لكتابة هذه الرواية من لوحة نساء الجزائر للرسام الفرنسي أوجين ديلاكروا.

## الحبكة
الكتاب عبارة عن مجموعة قصص قصيرة عن حياة نساء ما قبل الاستعمار وما بعد الاستعمار في مختلف مستويات المجتمع الجزائري. تُسلّط جبار الضوء على معاناة النساء من التجزئة، سواء أكانت تجزئة جغرافية من خلال "الحريم" المادي، أو تجزئة اجتماعية واقتصادية تُحصر أدوارهنّ وتُعيق تقدّمهنّ، أو تجزئة رمزية تُكرس النظرة الدونية إليهنّ.

## الترجمة العربية
صدرت عن «دار حبر» في الجزائر في 2017 ترجمة جماعية تحت إشراف مدير مخبر الترجمة بجامعة الجزائر الدكتور عبد القادر بوزيدة بعنوان «نساء الجزائر في شقتهن»

## روابط خارجية
- مراجعة مركز أبحاث BNET
- مقالة صحفية لجامعة فيرجينيا
- مراجعة الأرابيسك